# Горшков, Андрей Андреевич
Андре́й Андре́евич Горшко́в (1898—1972) — советский учёный в области литейного производства.

## Биография
Родился 22 сентября (4 октября) 1898 года в селе Никольском (ныне Камышловский район, Свердловская область). 1926 году окончил УПИ. В 1937—1957 годах преподавал в нем. Член КПСС с 1953 года. В 1958—1962 годах — первый директор Института литейного производства АН УССР. Доктор технических наук, профессор. Член-корреспондент АН УССР (23 января 1957 года).
Умер 12 апреля 1972 года. Похоронен в Киеве на Байковом кладбище (участок № 33).

## Научная деятельность
Создал курс «Теоретические и технологические основы литейного производства» (1947). Усовершенствовал технологию изготовления чугунных вагонных колес, исследовал проблемы модифицирования чугуна, использование бентонитов в формовочных смесях и тому подобное.

## Награды и премии
- Сталинская премия третьей степени (1950) — за коренное усовершенствование методов производства чугунных вагонных колёс
- заслуженный деятель науки и техники УССР (1969)
- орден Ленина
- орден «Знак Почёта»
- медали